# Antonio Ramírez Cruz
Antonio Ramírez Cruz (Río Grande, 17 de enero de 1954) es un músico, cantante y compositor mexicano creador de reconocidos éxitos a nivel internacional, dentro del Grupo Miramar, como: Amor de Verdad, El Perico Tuerto, Como un Loco, El Burrito Señorón, Sin Condición, entre otros.